# Niels Bennike
Niels Bennike (født 6. august 1925, død 8. marts 2016[kilde mangler]) var en dansk bordtennis- og fodboldspiller.
Han vandt bordtennis-DM i herredouble med Jørgen Hansen 1945. 